# 布拉德利國際機場
布拉德利國際機場（英語：Bradley International Airport），是一座位於美國康乃狄克州哈特福德的軍民兩用機場，是新英格蘭第二大機場。
布拉德利國際機場位於哈特福及春田市的中點。它是康涅狄格州最繁忙的商業機場，也是新英格蘭第二繁忙的機場，僅次於波士頓洛根國際機場，2017年約吞吐640萬名乘客。
布拉德利國際機場的四大航空公司分別為西南航空，達美航空，捷藍航空和美國航空，市場占有率分別為29％，19％，15％和14％。布拉德利機場除了是軍民兩用機場，同時也是康乃狄克州國家航空警衛隊103D航空運輸聯隊的基地。
以2017年美國機場搭乘人數排列，布拉德利國際機場是美國第53繁忙的機場。布拉德利國際機場最初以“通往新英格蘭的門戶”，及新英格蘭航空博物館的所在地做為象徵。2016年，布拉德利國際機場改以“愛之旅”作為主要宣傳目標。
美國聯邦航空總署（Federal Aviation Administration,FAA）依其國家綜合機場系統計劃的FAA機場分類，將布拉德利國際機場分類為2017年到2021年間的中型主要商業服務樞紐設施。
已經結束營業的折扣連鎖百貨品牌布拉德利斯即是以該機場命名，許多早期的規劃會議都在那裡舉行。

## 歷史

### 20世紀
布拉德利國際機場起源自1940年，康乃狄克州政府於溫色洛克市購下1,700英畝（690公頃）。1941年，美國加入二戰，該地因而被移交給美國陸軍。
布拉德利機場的名字來自一名奧克拉荷馬州安特勒市的布萊德利中校，任職於第64戰鬥機中隊，在1941年8月21日的一次纏鬥訓練中墜機身亡，當時他只有24歲。
1947年，布拉德利機場轉為民用機場，並改名為布拉德利國際機場。開放民用後的首個商業班次是東方航空624航班，同年該機場也開始國際貨運業務，此後布拉德利國際機場取代舊有的哈特福－布蘭納德機場，成為哈特福地區的主要機場。
1948年，聯邦政府將該機場轉交給康乃狄克州政府以供大眾和商業使用。
1950年，布拉德利國際機場載客量突破十萬大關，總載客量為108348人。
1952年，墨菲航站開放，該航站後來被稱為B航站樓，2010年關閉前是美國最古老的航站建築。
1957年4月，正式航空公司指南記錄了39個平日起飛的航班：14個美利堅航空、14個東方航空、9個聯合航空及2個東北航空航班。直到1967年東方航空公司和東北航空公司開始於提供邁阿密之前，直飛班機從未到達芝加哥以西或華盛頓以南。直達洛杉磯和亞特蘭大的航班始於1968年。
1960年，布拉德利國際機場總載客量達到500,238人。
1971年，墨菲航站擴大，開放國際入境區。1977年在兩條跑道上安裝了儀表著陸系統。
1976年，實驗性單軌列車完工，名為「大眾搬運工」，連接了航站與停車場，全線長0.7英里（1.1），造價為400萬美元，當時預估年營運成本為25萬美元。由於預估的營運成本過高，該線路從未啟用，1984年為了提供新的航站建築提供空間而拆除。隨之退役的載具被存放並展示於康涅狄格無軌電車博物館。
1979年，機場東邊建築被龍捲風損毀，其中新英格蘭航空博物館受損為嚴重，直到1981年才修復完畢並開放參觀。
1986年，A航站樓與布拉德利喜來登酒店完工，隆克利貨運站也開始建造。

### 21世紀
2001年，機場開始興建新的停車場，然而完工時卻無法立即投入使用。911事件導致法規要求所有停車場所不得靠近停機坪。開放後幾周，所有入場停車的車輛都必須接受嚴格檢查，導致停車場的使用價值大幅下降，之後才獲得了國土安全局免停車入場檢查的資格。
2001年，航站改善計畫開始實施，A航站樓開始擴建大廳、擴建機場、建造新的國際航站大廳，並集中進行乘客安檢。2002年9月，由HNTB集團設計的東大廳完工開放。
2002年12月，新的國際航站大廳（International Arrival Building，以下簡稱IAB）在B航站樓西側開放。新的國際航站大廳中設有聯邦安檢站，和一條噴射機跑道，提供給卸客完成的飛機。聯邦安檢站中有兩個政府單位，一是海關及邊境保衛局，二是美國農業部。FIS航站每小時能處理超過300名乘客。這些設施耗資770萬美金，目前使用方有達美航空和邊疆航空（蘋果假期），用於前往坎昆、墨西哥、蓬塔卡納和多明尼加的季節性班機。除了預先通關者，所有國際入境的乘客都會通過IAB處理，出境者則會經由原有的候機樓處理。
2007年7月，西北航空開始營運布拉德利到阿姆斯特丹史基浦機場的直達航班，這是布拉德利國際機場到2016年9月，愛爾蘭航空開始營運布拉德利國際機場到都柏林航班前唯一的國際航線。
2007年10月2－3日，一架正在進行環球飛行的A380造訪了該機場，展示給隸屬普惠公司和漢勝公司的康乃狄克州僱員，上述兩家公司都為聯合技術公司的子公司，參與製造A380動力選項中的GP7000引擎。布拉德利國際機場是全球68個能夠容納A380的機場之一。布拉德利國際機場沒有固定的A380航班，而是作為甘迺迪機場的分流機場。
2007年10月18日，布拉德利國際機場被J. D. Power評為北美機場滿意度調查中的五大小機場之一。
2008年10月7日，巴西航空工業公司將布拉德利國際機場選為北美的服務中心。在康涅狄格州交通部和康涅狄格州經濟與社區發展部的支持下，一項耗資1100萬美元的項目開始實施。該中心旨在成為機場飛機的全面維護和維修設施，預計將僱用多達60名飛機技術人員。由於經濟問題，該設施在啟用十個月後暫時關閉，於2011年2月28日重新開放。
2012年6月22日，康涅狄格州機場管理局董事會批准聘用凱文·A·狄倫（Kevin A. Dillon）擔任康涅狄格州機場管理局執行長任，其中包括布拉德利國際機場。
2015年10月21日，布拉德利國際機場宣布與愛爾蘭航空公司合作重啟跨大西洋航線，於2016年9月28日開啟布拉德利直達都柏林的每日航班。2018年9月13日，州長丹內爾·馬洛伊宣布，根據愛爾蘭航空公司與康乃狄克州達成的新協議，這條航線至少會持續四年，一直到2022年9月前都會持續提供布拉德利直達都柏林的航班。此外，愛爾蘭航空公司承諾將其首批A321neoLR中的一架使用在布拉德利直飛都柏林的航班上。
挪威航空提供了第二條跨大西洋歐洲航班。2017年6月17日直達英國愛丁堡航線首航。2018年1月15日，該航空公司宣布終止布拉德利到蘇格蘭的服務，2018年3月25最後一航班離開後，該航線正式停飛。
大衛·尼爾曼率領的TAP葡萄牙航空表示有興趣在里斯本和布拉德利國際機場建立直接航線。
2017年1月25日，精神航空宣布開始提供布拉德利直達奧蘭多和勞德代爾堡-好萊塢國際機場的每日航線，及每周四次直達默特爾比奇國際機場的季節性航班。4月27日，首班飛往奧蘭多的航班起飛，而飛往勞德代爾堡的航班在6月16日開始營運。同一日，該航空公司宣布在2017年11月9日開始提供飛往麥爾茲堡和坦帕的航線。

## 設施
布拉德利國際機場佔地2,432英畝（984公頃），海拔173英尺（53米）。擁有三條瀝青跑道：6/24長9,510寬200英尺（2,899 x 61米）; 15/33長6,847寬150英尺（2,087 x 46米）; 1/19長4,269寬100英尺（1,301 x 30米）。
自2016年3月31日的前算一年中，機場有93,678架飛機起降，平均每天257架：61％為航空公司班機，21％計程飛機航班，16％通用航空，3％為軍事用途。當時有64架飛機以該機場為基地：48％為噴氣式飛機，31％為軍用機，3％多引擎飛機，11％的直升機和6％的單引擎飛機。

## 航點

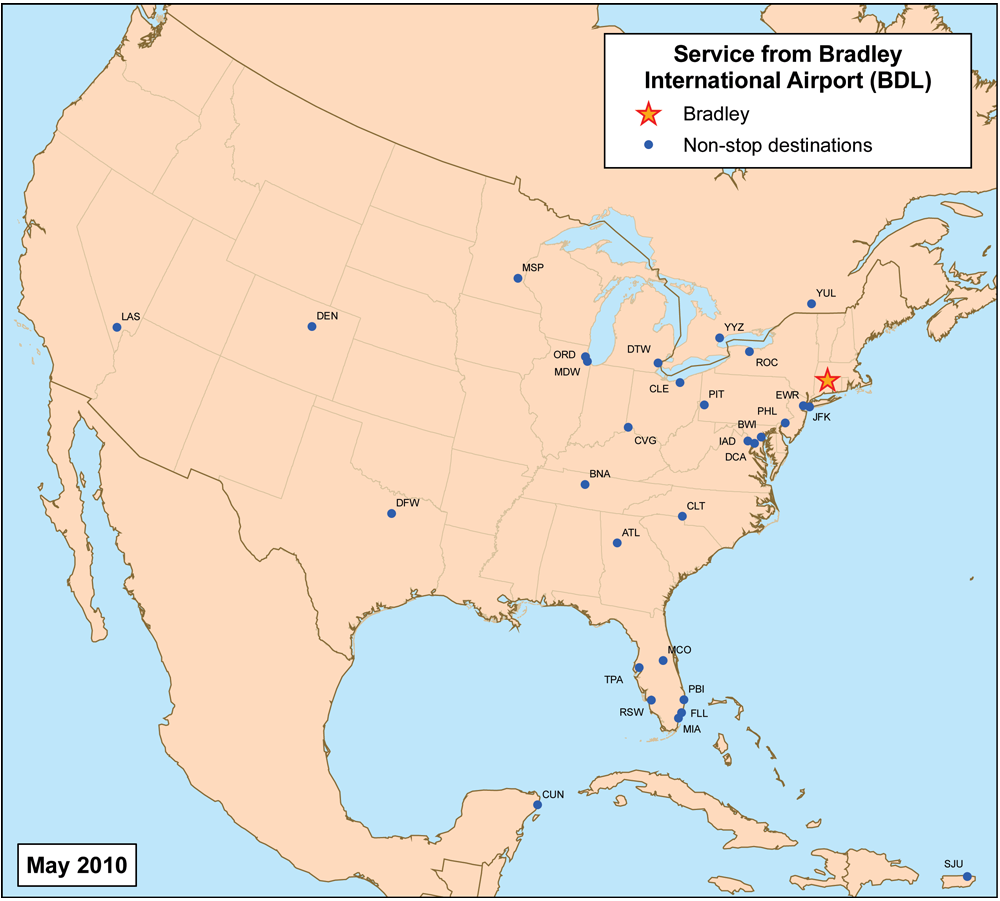
布拉德利國際機場的目的地

A航廈有兩個侯機大廳：東大堂（登機門 1-12）是供加拿大航空、 達美航空、 捷藍航空與西南航空使用；西大堂（登機門 20-30）是供美國航空、聯合航空與全美航空使用。B航廈自2010年4月15日起已不再供一般航班使用。

### 東大堂
- 加拿大快運航空：蒙特婁-特魯多、多倫多-皮爾遜
- 達美航空：亞特蘭大、坎昆、底特律、明尼亞波利斯/聖保羅
- 達美聯營（英语：Delta Connection）：辛辛那提、克里夫蘭、底特律、明尼亞波利斯/聖保羅、羅利/達拉姆
  - 季節性：亞特蘭大、奧蘭多
- 捷藍航空：勞德岱堡、奧蘭多、聖胡安、坦帕、華盛頓-國家、西棕櫚灘
  - 季節性：麥爾茲堡（英语：Southwest Florida International Airport）
- 西南航空：亞特蘭大（2015年4月7日停飛）、巴爾的摩、芝加哥-中途、丹佛、勞德岱堡、奧蘭多、坦帕
  - 季節性：麥爾茲堡（英语：Southwest Florida International Airport）、拉斯維加斯、西棕櫚灘

### 西大堂
- 美國航空：達拉斯/沃斯堡、邁阿密
- 美鷹航空：芝加哥-歐海爾、匹茲堡
- 聯合航空：芝加哥-歐海爾
- 聯合快航：休士頓-洲際、紐華克、華盛頓-杜勒斯
- 全美航空：夏洛特、費城
- 全美快捷（英语：US Airways Express）：夏洛特、費城、匹茲堡（2015年3月1日停飛）、華盛頓-國家

## 統計資料

### 乘客人數
| 年度 | 人數      | %變化    | 起降次數 | %變化    |
| ---- | --------- | -------- | -------- | -------- |
| 1977 | 2,900,000 | n/a      | 70,000   | n/a      |
| 2000 | 3,651,943 | n/a      | 169,736  | n/a      |
| 2001 | 3,416,243 | ▼ 6.45%  | 165,029  | ▼ 2.77%  |
| 2002 | 3,221,081 | ▼ 5.7%   | 146,592  | ▼ 11.17% |
| 2003 | 3,098,556 | ▲ 1.8%   | 135,246  | ▼ 3.8%   |
| 2004 | 3,326,461 | ▲ 7.36%  | 144,870  | ▲ 7.11%  |
| 2005 | 3,617,453 | ▲ 8.75%  | 156,090  | ▲ 7.7%   |
| 2006 | 3,409,938 | ▼ 5.74%  | 149,517  | ▼ 30.3%  |
| 2007 | 3,231,374 | ▼ 5.2%   | 141,313  | ▼ 5.48%  |
| 2008 | 3,006,362 | ▼ 6.96%  | 122,837  | ▼ 13.0%  |
| 2009 | 2,626,873 | ▼ 12.62% | 105,594  | ▼ 14.03% |
| 2010 | 2,640,155 | ▲ 0.51%  | 103,516  | ▼ 1.96%  |
| 2011 | 2,772,315 | ▲ 5.01%  | 106,951  | ▼ 3.31%  |
| 2012 | 2,647,610 | ▼ 4.50%  | 99,019   | ▼ 7.41%  |
| 2013 | 2,681,181 | ▲ 1.26%  | 95,963   | ▼ 3.08%  |
| 2014 | 2,913,380 | ▲ 8.66%  | 96,477   | ▲ 0.53%  |
| 2015 | 2,926,047 | ▲ 0.43%  | 93,507   | ▼ 3.07%  |
| 2016 | 3,025,166 | ▲ 1.9%   |          |          |
| 2017 | 3,214,976 | ▲ 6.3%   |          |          |
| 2018 | 3,330,734 | ▲ 3.6%   |          |          |

### 目的地統計
| 等第 | 機場                  | 乘客數  | 營運商                                 |
| ---- | --------------------- | ------- | -------------------------------------- |
| 1    | 喬治亞州亞特蘭大      | 302,520 | 達美航空                               |
| 2    | 佛羅里達州奧蘭多      | 299,420 | 達美航空、捷藍航空、西南航空、精神航空 |
| 3    | 北卡羅萊納州夏洛特    | 265,400 | 美國航空                               |
| 4    | 馬里蘭州巴爾的摩      | 250,410 | 西南航空                               |
| 5    | 伊利諾州芝加哥-歐海爾 | 238,210 | 美國航空、聯合航空                     |
| 6    | 佛羅里達州勞德代爾堡  | 195,110 | 捷藍航空、西南航空、精神航空           |
| 7    | 佛羅里達州坦帕        | 160,990 | 捷藍航空、西南航空、精神航空           |
| 8    | 華盛頓特區國家機場    | 158,930 | 美國航空、捷藍航空                     |
| 9    | 密西根州底特律        | 147,190 | 達美航空                               |
| 10   | 賓夕法尼亞州費城      | 127,070 | 美國航空                               |

### 航空市場份額
| 等第 | 航空公司 | 載客率    |
| ---- | -------- | --------- |
| 1    | 美國航空 | 1,607,934 |
| 2    | 西南航空 | 1,550,453 |
| 3    | 達美航空 | 1,273,263 |
| 4    | 捷藍航空 | 847,899   |
| 5    | 聯合航空 | 764,287   |
| 6    | 精神航空 | 471,277   |

## 外部連結
- 布拉德利國際機場 （页面存档备份，存于）
- FAA机场平面图 (PDF)（自2025-06-12起）
- 关于此机场的资源：
  - AirNav KBDL机场信息
  - ASN BDL机场事故历史
  - FlightAware 机场信息及实时航班追踪
  - NOAA/NWS 最新及前三天的气象观测信息
  - SkyVector KBDL机场航图
  - FAA 当前BDL机场航班延误情况

## 註腳
1. 1 2 3   (PDF). Bradley International Airport. February 2018  [February 25, 2018]. （原始内容存档 (PDF)于2019-05-17）.
2. 1 2 3  BDL的美国联邦航空局机场记录 (PDF). Federal Aviation Administration. Effective November 15, 2012.
3. ↑  Hanseder, Tony. .   [September 20, 2012]. （原始内容存档于2021-01-15）.
4. 1 2 3  . Bureau of Transportation Statistics.   [September 20, 2016]. （原始内容存档于2020-09-19）.
5. ↑   (PDF). Federal Aviation Administration.   [February 11, 2010]. （原始内容存档 (PDF)于2019-03-31）.
6. ↑  Stoller, Gary. . Connecticut Magazine.   [November 2, 2017]. （原始内容存档于2021-04-20）.
7. ↑   (PDF). FAA.gov. Federal Aviation Administration. October 21, 2016  [November 23, 2016]. （原始内容存档 (PDF)于2017-05-03）.
8. ↑  Grant, Tina (编).  12. Detroit, MI: St. James Press. 1996: 48.
9. 1 2 3 4 5 6 7 8  . Bradley International Airport.   [October 9, 2010]. （原始内容存档于October 6, 2010）.
10. ↑  Marks, Paul. . Hartford Courant. May 28, 2006  [November 14, 2011]. （原始内容存档于2013-06-20）. Bradley's fatal accident occurred dfduring a simulated aerial dogfight with Frank Mears, commander of the 64th Pursuit Squadron. The plane Bradley was flying spun out of control as he went into a sharp turn at about 5,000 feet. Stunned witnesses saw the plane spiral slowly into a grove of trees. Soon a column of smoke arose. They theorize that the young pilot blacked out from the gravitational forces felt during such a sharp aerial turn.
11. ↑  Gershon, Eric. . Hartford Courant. April 2, 2010  [October 9, 2010]. （原始内容存档于2010-06-04）.
12. ↑  Marks, Paul. . Hartford Courant. October 26, 2003  [January 26, 2013]. （原始内容存档于2019-06-09）.
13. ↑  . ProQuest Historical Newspapers: Hartford Courant (1764–1987): A26.
14. ↑  . Connecticut Trolley Museum.   [March 22, 2018]. （原始内容存档于2020-09-16）.
15. ↑  . Connecticut Explored.   [March 22, 2018]. （原始内容存档于2020-11-19）.
16. ↑  . Bradley International board of directors.
17. ↑   (PDF). Bradley International Airport.   [October 9, 2010]. （原始内容 (PDF)存档于October 6, 2010）.
18. ↑  . NBC Connecticut. February 27, 2013  [February 25, 2018]. （原始内容存档于2019-06-02）.
19. ↑  Gershon, Eric. . Hartford Courant. August 26, 2009  [October 9, 2010]. （原始内容存档于2014-05-22）.
20. ↑  Seay, Gregory. . Hartford Business Journal. March 1, 2011  [March 31, 2011]. （原始内容存档于2011-07-23）.
21. ↑  Smith, Larry. . Windsor Locks-East Windsor Patch. June 21, 2012  [July 3, 2012]. （原始内容存档于June 22, 2012）.
22. ↑  Kinney, Jim. . Mass Live. October 21, 2015  [July 8, 2016]. （原始内容存档于2018-06-16）.
23. ↑  Seay, Gregory. . Hartford Business. April 25, 2016  [July 8, 2016]. （原始内容存档于2018-09-23）.
24. ↑  . State of Connecticut. September 13, 2018  [September 23, 2018]. （原始内容存档于2019-01-08）.
25. ↑  . AP News. January 16, 2018  [February 25, 2018]. （原始内容存档于2019-06-09）.
26. ↑  . Airways Magazine. June 13, 2016  [February 26, 2018]. （原始内容存档于2020-11-14）.
27. ↑  Gosselin, Kenneth R. . Hartford Courant. January 25, 2017  [February 25, 2018]. （原始内容存档于2019-06-29）.
28. 1 2  Kinney, Jim. . masslive.com. June 16, 2017  [February 25, 2018]. （原始内容存档于2018-06-16）.
29. ↑  Kinney, Jim. . masslive.com. November 9, 2017  [February 25, 2018]. （原始内容存档于2018-06-16）.
30. ↑   (新闻稿). Connecticut Airport Authority. June 15, 2017  [February 25, 2018]. （原始内容存档于2020-09-26）.
31. ↑  . 1981.
32. ↑   (PDF). FAA. October 19, 2001  [February 25, 2018]. （原始内容存档 (PDF)于2020-03-17）.
33. ↑   (PDF). FAA. 2001  [February 25, 2018]. （原始内容存档 (PDF)于2017-05-03）.
34. ↑   (PDF). FAA. November 6, 2003  [February 25, 2018]. （原始内容存档 (PDF)于2017-05-03）.
35. ↑   (PDF). FAA. 2003  [February 25, 2018]. （原始内容存档 (PDF)于2017-05-03）.
36. ↑   (PDF). FAA. November 8, 2005  [February 25, 2018]. （原始内容存档 (PDF)于2017-05-03）.
37. ↑   (PDF). FAA. October 31, 2006  [February 25, 2018]. （原始内容存档 (PDF)于2017-08-01）.
38. ↑   (PDF). FAA. October 18, 2007  [February 25, 2018]. （原始内容存档 (PDF)于2017-05-03）.
39. ↑   (PDF). FAA. September 26, 2008  [February 25, 2018]. （原始内容存档 (PDF)于2017-05-03）.
40. ↑   (PDF). FAA. December 17, 2009  [February 25, 2018]. （原始内容存档 (PDF)于2020-11-01）.
41. ↑   (PDF). FAA. November 23, 2010  [February 25, 2018]. （原始内容存档 (PDF)于2020-03-17）.
42. ↑   (PDF). FAA. October 26, 2011  [February 25, 2018]. （原始内容存档 (PDF)于2015-02-02）.
43. ↑   (PDF). FAA. September 27, 2012  [February 25, 2018]. （原始内容存档 (PDF)于2017-02-08）.
44. ↑   (PDF). FAA. October 30, 2013  [February 25, 2018]. （原始内容存档 (PDF)于2020-10-26）.
45. ↑   (PDF). FAA. January 26, 2015  [February 25, 2018]. （原始内容存档 (PDF)于2021-03-07）.
46. ↑   (PDF). Bradley International Airport. 2015  [February 25, 2018]. （原始内容存档 (PDF)于2019-06-16）.
47. ↑   (PDF). Bradley International Airport. 2016  [February 25, 2018]. （原始内容存档 (PDF)于2019-06-09）.
48. ↑   (PDF). Bradley International Airport. August 2017  [February 25, 2018]. （原始内容存档 (PDF)于2019-06-25）.
49. 1 2   (PDF). Bradley International Airport. February 2019  [February 9, 2019]. （原始内容存档 (PDF)于2019-02-09）.